# Barbus anema
Barbus anema е вид лъчеперка от семейство Шаранови (Cyprinidae). Видът не е застрашен от изчезване.

## Разпространение
Разпространен е в Гвинея, Египет, Етиопия, Камерун, Мали, Нигерия, Централноафриканска република, Чад и Южен Судан.

## Описание
На дължина достигат до 3 cm.